# 奥克人
奥克人，是分布於奧克西塔尼亞說羅曼語的拉丁民族。
在法國南部和義大利西北部有十萬至八十萬人說奥克語。自2006年起，奥克語成為加泰隆尼亞的一種官方語言。
奥克人多生活在歐西坦尼亞，但也分布於周邊的大城市如里昂、巴黎、土倫、巴塞隆拿、和義大利的瓜尔迪亚皮埃蒙特塞、阿根廷、墨西哥和美國。